# Футбол на літніх Олімпійських іграх 2024 — жінки
Жіночий футбольний турнір на літніх Олімпійських іграх 2024 тривав з 25 липня до 10 серпня. Це була 8-ма за ліком поява жіночого футбольного турніру на Олімпійських іграх. Разом із чоловічим турніром змагання з футболу на літніх Олімпійських іграх 2024 відбувалися на семи стадіонах у семи містах Франції. Фінал відбувся на Парк-де-Пренс у Парижі. Канада була чинним олімпійським чемпіоном, однак вибула у чвертьфіналі. У фіналі США перемогла Бразилію з рахунком 1:0.

## Розклад
Змагання відбуваються за таким розкладом.
| ГЕ | Груповий етап | ¼ | Чвертьфінали | ½ | Півфінали | Б | Матч за бронзові медалі | Ф | Фінал |

| Чет 25 | П'ят 26 | Суб 27 | Нед 28 | Пон 29 | Вів 30 | Сер 31 | Чет 1 | П'ят 2 | Суб 3 | Нед 4 | Пон 5 | Вів 6 | Сер 7 | Чет 8 | П'ят 9 | Суб 10 |
| ------ | ------- | ------ | ------ | ------ | ------ | ------ | ----- | ------ | ----- | ----- | ----- | ----- | ----- | ----- | ------ | ------ |
| ГЕ     |         |        | ГЕ     |        |        | ГЕ     |       |        | ЧФ    |       |       | ПФ    |       |       | Б      | Ф      |

## Груповий етап
Створено три групи по чотири збірні в кожній: A, B, C. Гра в групах відбувається за круговою системою в одне коло. Дві найкращі збірні з кожної групи, а також два найкращих третіх місця, потрапляють до чвертьфіналів.
Вказано місцевий центральноєвропейський літній час (UTC+2).

### Регламент
Положення збірних у групах визначається в такому порядку:
1. Кількість очок, набраних у всіх групових матчах (три очки за перемогу, одне - за нічию, жодного - за поразку);
2. Різниця забитих і пропущених голів у всіх групових матчах;
3. Кількість голів, забитих у всіх групових матчах;
4. Результати особистих зустрічей;
5. Різниця голів в особистих зустрічах;
6. Кількість голів, забитих в особистих зустрічах;
7. Очки за чесну гру у всіх групових матчах (може бути тільки одне зняття в одного гравця в одному матчі):   - Жовта картка: −1 очко;
  - Непряма червона картка (друга жовта): −3 очки;
  - Пряма червона картка: −4 очки;
  - Жовта картка і пряма червона: −5 очок;
8. Жереб.

### Група A
| Поз | Команда       | І | В | Н | П | ГЗ | ГП | РГ | О | Кваліфікація                    |
| --- | ------------- | - | - | - | - | -- | -- | -- | - | ------------------------------- |
| 1   | Франція (H)   | 3 | 2 | 0 | 1 | 6  | 5  | +1 | 6 | Виходить до матчів на вибування |
| 2   | Канада        | 3 | 3 | 0 | 0 | 5  | 2  | +3 | 3 | Виходить до матчів на вибування |
| 3   | Колумбія      | 3 | 1 | 0 | 2 | 4  | 4  | 0  | 3 | Виходить до матчів на вибування |
| 4   | Нова Зеландія | 3 | 0 | 0 | 3 | 2  | 6  | −4 | 0 |                                 |

1. ↑  27 липня ФІФА позбавило Канаду шістьох очок через залученість їхнього тренерського штабу до незаконного стеження дроном за офіційним тренувальним майданчиком[5]. 31 липня Спортивний арбітражний суд переглянув цю постанову[6].

| 25 липня 2024 17:00 |

| Канада                    | 2–1      | Нова Зеландія |
| ------------------------- | -------- | ------------- |
| - Лакасс 45+4' - Вінс 79' | Протокол | - Баррі 13'   |

| Жоффруа Гішар, Сент-Етьєн Глядачів: 2,674 Арбітр: Тесс Олофссон (Швеція) |

| 25 липня 2024 21:00 |

| Франція                     | 3–2      | Колумбія                     |
| --------------------------- | -------- | ---------------------------- |
| - Катото 6', 42' - Далі 18' | Протокол | - Усме 54' (пен.) - Паві 64' |

| Стад де Ліон, Десін-Шарп'є Глядачів: 29,208 Арбітр: Торі Пенсо (США) |

| 28 липня 2024 17:00 |

| Нова Зеландія | 0–2      | Колумбія                    |
| ------------- | -------- | --------------------------- |
|               | Протокол | - Рестрепо 27' - Сантус 72' |

| Стад де Ліон, Десін-Шарп'є Глядачів: 5,212 Арбітр: Кім Ю Чон (Південна Корея) |

| 28 липня 2024 21:00 |

| Франція    | 1–2      | Канада                      |
| ---------- | -------- | --------------------------- |
| Катото 42' | Протокол | - Флемінг 58' - Жиль 90+12' |

| Жоффруа Гішар, Сент-Етьєн Глядачів: 17,550 Арбітр: Бушра Карбубі (Morocco) |

| 31 липня 2024 21:00 |

| Нова Зеландія | 1–2      | Франція         |
| ------------- | -------- | --------------- |
| Тейлор 43'    | Протокол | Катото 22', 49' |

| Парк Олімпік Ліонне, Десін-Шарп'є Глядачів: 21,946 Арбітр: Едіна Алвес Батіста (Бразилія) |

| 31 липня 2024 21:00 |

| Колумбія | 0–1      | Канада   |
| -------- | -------- | -------- |
|          | Протокол | Жиль 61' |

| Стад де Ніс, Ніцца Глядачів: 5,388 Арбітр: Ребекка Велч (Велика Британія) |

### Група B
| Поз | Команда   | І | В | Н | П | ГЗ | ГП | РГ | О | Кваліфікація                    |
| --- | --------- | - | - | - | - | -- | -- | -- | - | ------------------------------- |
| 1   | США       | 3 | 3 | 0 | 0 | 9  | 2  | +7 | 9 | Виходять до матчів на вибування |
| 2   | Німеччина | 3 | 2 | 0 | 1 | 8  | 5  | +3 | 6 | Виходять до матчів на вибування |
| 3   | Австралія | 3 | 1 | 0 | 2 | 7  | 10 | −3 | 3 |                                 |
| 4   | Замбія    | 3 | 0 | 0 | 3 | 6  | 13 | −7 | 0 |                                 |

| 25 липня 2024 19:00 |

| Німеччина                               | 3–0      | Австралія |
| --------------------------------------- | -------- | --------- |
| - Геґерінґ 24' - Шюллер 64' - Бранд 68' | Протокол |           |

| Стад де Марсель, Марсель Глядачів: 9,731 Арбітр: Катя Гарсія (Мексика) |

| 25 липня 2024 21:00 |

| США                             | 3–0      | Замбія |
| ------------------------------- | -------- | ------ |
| - Родман 17' - Свансон 24', 25' | Протокол |        |

| Альянц Рив'єра, Ніцца Глядачів: 5,550 Арбітр: Рамон Абатті (Бразилія) |

| 28 липня 2024 19:00 |

| Австралія                                                                      | 6–5      | Замбія                                           |
| ------------------------------------------------------------------------------ | -------- | ------------------------------------------------ |
| - Кеннеді 7' - Расо 35' - Мусоле 58' (аг) - Кетлі 65', 78' (пен.) - Heyman 90' | Протокол | - Б. Банда 1', 33', 45+2' - Кундананджи 21', 56' |

| Альянц Рив'єра, Ніцца Глядачів: 4,441 Арбітр: Емікар Кальдерас (Венесуела) |

| 28 липня 2024 21:00 |

| США                                         | 4–1      | Німеччина |
| ------------------------------------------- | -------- | --------- |
| - Сміт 11', 44' - Свансон 26' - Вільямс 89' | Протокол | Ґвінн 22' |

| Стад де Марсель, Марсель Глядачів: 12,845 Арбітр: Яель Фалькон (Аргентина) |

| 31 липня 2024 19:00 |

| Австралія     | 1–2      | США                       |
| ------------- | -------- | ------------------------- |
| Кеннеді 90+2' | Протокол | - Родман 43' - Елберт 77' |

| Стад де Марсель, Марсель Глядачів: 13,036 Арбітр: Франсуа Летексьє (Франція) |

| 31 липня 2024 19:00 |

| Замбія       | 1–4      | Німеччина                                 |
| ------------ | -------- | ----------------------------------------- |
| Б. Банда 49' | Протокол | - Шюллер 10', 61' - Бюль 47' - Зенс 90+5' |

| Жоффруа Гішар, Сент-Етьєн Глядачів: 2,642 Арбітр: Йошімі Ямашіта (Японія) |

### Група C
| Поз | Команда  | І | В | Н | П | ГЗ | ГП | РГ | О | Кваліфікація                    |
| --- | -------- | - | - | - | - | -- | -- | -- | - | ------------------------------- |
| 1   | Іспанія  | 3 | 3 | 0 | 0 | 5  | 1  | +4 | 9 | Виходять до матчів на вибування |
| 2   | Японія   | 3 | 2 | 0 | 1 | 6  | 4  | +2 | 6 | Виходять до матчів на вибування |
| 3   | Бразилія | 3 | 1 | 0 | 2 | 2  | 4  | −2 | 3 | Виходять до матчів на вибування |
| 4   | Нігерія  | 3 | 0 | 0 | 3 | 1  | 5  | −4 | 0 |                                 |

| 25 липня 2024 17:00 |

| Іспанія                        | 2–1      | Японія        |
| ------------------------------ | -------- | ------------- |
| - Бонматі 22' - Кальдентей 74' | Протокол | - Фуджіно 13' |

| Стад де ла Божуар, Нант Глядачів: 10,377 Арбітр: Бушра Карбубі (Марокко) |

| 25 липня 2024 19:00 |

| Нігерія | 0–1      | Бразилія       |
| ------- | -------- | -------------- |
|         | Протокол | Габі Нунес 37' |

| Стад де Бордо, Бордо Глядачів: 6,244 Арбітр: Кім Ю Чон (Південна Корея) |

| 28 липня 2024 17:00 |

| Бразилія     | 1–2      | Японія                                  |
| ------------ | -------- | --------------------------------------- |
| Женіффер 56' | Протокол | - Кумаґай 90+2' (пен.) - Танікава 90+6' |

| Парк де Пренс, Париж Глядачів: 40,918 Арбітр: Ребекка Велч (Велика Британія) |

| 28 липня 2024 19:00 |

| Іспанія      | 1–0      | Нігерія |
| ------------ | -------- | ------- |
| Putellas 85' | Протокол |         |

| Стад де ла Божуар, Нант Глядачів: 11,079 Арбітр: Торі Пенсо (США) |

| 31 липня 2024 17:00 |

| Бразилія | 0–2      | Іспанія                              |
| -------- | -------- | ------------------------------------ |
|          | Протокол | - Del Castillo 68' - Putellas 90+17' |

| Стад де Бордо, Бордо Глядачів: 14,497 Арбітр: Еспен Ескос (Норвегія) |

| 31 липня 2024 17:00 |

| Японія                                     | 3–1      | Нігерія      |
| ------------------------------------------ | -------- | ------------ |
| - Hamano 22' - Tanaka 32' - Kitagawa 45+5' | Протокол | Echegini 42' |

| Стад де ла Божуар, Нант Глядачів: 6,480 Арбітр: Емікар Кальдерас (Венесуела) |

### Рейтинг третіх команд
| Поз | Груп | Команда   | І | В | Н | П | ГЗ | ГП | РГ | О | Кваліфікація                    |
| --- | ---- | --------- | - | - | - | - | -- | -- | -- | - | ------------------------------- |
| 1   | A    | Колумбія  | 3 | 1 | 0 | 2 | 4  | 4  | 0  | 3 | Виходить до матчів на вибування |
| 2   | C    | Бразилія  | 3 | 1 | 0 | 2 | 2  | 4  | −2 | 3 | Виходить до матчів на вибування |
| 3   | B    | Австралія | 3 | 1 | 0 | 2 | 7  | 10 | −3 | 3 |                                 |

## Матчі на вибування
Якщо основний час матчу на вибування завершується внічию, то призначається додатковий час (два тайми по 15 хвилин кожен). Якщо і після цього рахунок рівний, то для визначення переможця пробивають серію післяматчевих пенальті.

### Сітка
|  | Чвертьфінали            | Чвертьфінали            |                         |       | Півфінали               | Півфінали               |  |  | Матч за золоті медалі | Матч за золоті медалі |
|  |                         |                         |                         |       |                         |                         |  |  |                       |                       |
|  | 3 серпня – Нант         |                         |                         |       |                         |                         |  |  |                       |                       |
|  |                         |                         |                         |       |                         |                         |  |  |                       |                       |
|  | Франція                 | 0                       |                         |       |                         |                         |  |  |                       |                       |
|  | Франція                 | 0                       | 6 серпня – Марсель      |       |                         |                         |  |  |                       |                       |
|  | Бразилія                | 1                       |                         |       |                         |                         |  |  |                       |                       |
|  | Бразилія                | 1                       | Бразилія                | 4     |                         |                         |  |  |                       |                       |
|  | 3 серпня – Десін-Шарп'є |                         | Бразилія                | 4     |                         |                         |  |  |                       |                       |
|  |                         | Іспанія                 | 2                       |       |                         |                         |  |  |                       |                       |
|  | Іспанія пен.            | Іспанія                 | 2                       | 2 (4) |                         |                         |  |  |                       |                       |
|  | Іспанія пен.            |                         | 10 серпня – Париж       | 2 (4) |                         |                         |  |  |                       |                       |
|  | Колумбія                | 2 (2)                   |                         |       |                         |                         |  |  |                       |                       |
|  | Колумбія                | 2 (2)                   | Бразилія                | 0     |                         |                         |  |  |                       |                       |
|  | 3 серпня – Париж        |                         | Бразилія                | 0     |                         |                         |  |  |                       |                       |
|  |                         | США                     | 1                       |       |                         |                         |  |  |                       |                       |
|  | США дч                  | США                     | 1                       | 1     |                         |                         |  |  |                       |                       |
|  | США дч                  | 6 серпня – Десін-Шарп'є |                         | 1     |                         |                         |  |  |                       |                       |
|  | Японія                  | 0                       |                         |       |                         |                         |  |  |                       |                       |
|  | Японія                  | 0                       | США дч                  | 1     |                         |                         |  |  |                       |                       |
|  | 3 серпня – Марсель      |                         | США дч                  | 1     |                         |                         |  |  |                       |                       |
|  |                         | Німеччина               | 0                       |       | Матч за бронзову медаль | Матч за бронзову медаль |  |  |                       |                       |
|  | Канада                  | Німеччина               | 0                       | 0 (2) | Матч за бронзову медаль | Матч за бронзову медаль |  |  |                       |                       |
|  | Канада                  |                         | 9 серпня – Десін-Шарп'є | 0 (2) |                         |                         |  |  |                       |                       |
|  | Німеччина пен.          | 0 (4)                   |                         |       |                         |                         |  |  |                       |                       |
|  | Німеччина пен.          | 0 (4)                   | Іспанія                 | 0     |                         |                         |  |  |                       |                       |
|  |                         |                         |                         |       |                         |                         |  |  |                       |                       |
|  | Німеччина               | 1                       |                         |       |                         |                         |  |  |                       |                       |
|  | Німеччина               | 1                       |                         |       |                         |                         |  |  |                       |                       |

### Чвертьфінали
| 3 серпня 2024 15:00 |

| США           | 1–0      | Японія |
| ------------- | -------- | ------ |
| Родман 105+2' | Протокол |        |

| Парк де Пренс, Париж Глядачів: 43,004 Арбітр: Тесс Олофссон (Швеція) |

| 3 серпня 2024 17:00 |

| Іспанія                                       | 2–2      | Колумбія                              |
| --------------------------------------------- | -------- | ------------------------------------- |
| - Ермосо 79' - Паредес 90+7'                  | Протокол | - Рамірес 12' - Сантус 52'            |
|                                               | Пенальті |                                       |
| - Кальдентей - Наварро - Паральюело - Бонматі | 4–2      | - Усме - Ванегас - Салазар - Карабалі |

| Стад де Ліон, Десін-Шарп'є Глядачів: 10,355 Арбітр: Катя Гарсія (Мексика) |

| 3 серпня 2024 19:00 |

| Канада                           | 0–0      | Німеччина                                |
| -------------------------------- | -------- | ---------------------------------------- |
|                                  | Протокол |                                          |
|                                  | Пенальті |                                          |
| - Квінн - Лоуренс - Леон - Беккі | 2–4      | - Ґвінн - Мінґе - Ломанн - Раух - Берґер |

| Стад де Марсель, Марсель Глядачів: 12,517 Арбітр: Едіна Алвес Батіста (Бразилія) |

| 3 серпня 2024 21:00 |

| Франція | 0–1      | Бразилія          |
| ------- | -------- | ----------------- |
|         | Протокол | Габі Портілью 82' |

| Стад де ла Божуар, Нант Глядачів: 32,280 Арбітр: Торі Пенсо (США) |

### Півфінали
| 6 серпня 2024 18:00 |

| США      | 1–0      | Німеччина |
| -------- | -------- | --------- |
| Сміт 95' | Протокол |           |

| Стад де Ліон, Десін-Шарп'є Глядачів: 11,716 Арбітр: Бушра Карбубі (Марокко) |

| 6 серпня 2024 21:00 |

| Бразилія                                                         | 4–2      | Іспанія                             |
| ---------------------------------------------------------------- | -------- | ----------------------------------- |
| - Паредес 6' (аг) - Portilho 45+4' - Адріана 72' - Керолін 90+1' | Протокол | - Дуда 85' (аг) - Паральюело 90+12' |

| Стад де Марсель, Марсель Глядачів: 14,201 Арбітр: Ребекка Велч (Велика Британія) |

### Матч за бронзову медаль
| 9 серпня 2024 15:00 |

| Іспанія | 0–1      | Німеччина        |
| ------- | -------- | ---------------- |
|         | Протокол | Ґвінн 65' (пен.) |

| Стад де Ліон, Десін-Шарп'є Глядачів: 10,995 Арбітр: Катя Гарсія (Мексика) |

### Фінал
| 10 серпня 2024 17:00 |

| Бразилія | 0–1      | США         |
| -------- | -------- | ----------- |
|          | Протокол | Свансон 57' |

| Парк-де-Пренс, Париж Глядачів: 43,813 Арбітр: Тесс Олофссон (Швеція) |

## Статистика

### Бомбардирки
Протягом турніру було забито  76 голів у 26 матчах, з середнім показником 2.92 голів за матч.
5 голів
- Марі-Антуанетт Катото

4 голи
- Меллорі Свансон
- Барбра Банда

3 голи
- Леа Шюллер
- Трініті Родман
- Софія Сміт

2 голи
- Стеф Кетлі
- Аланна Кеннеді
- Габі Портілью
- Ванесса Жиль
- Лейсі Сантос
- Джулія Ґвінн
- Алексія Путельяс
- Рейчел Кунданджи

1 гол
- Мішелл Геймен
- Гейлі Расо
- Адріана
- Габі Нунес
- Женіффер
- Керолін
- Джессі Флемінг
- Клое Лакасс
- Евелін Вінс
- Мануела Паві
- Майра Рамірес
- Марсела Рестрепо
- Каталіна Усме
- Кенза Далі
- Юле Бранд
- Клара Бюль
- Маріна Геґерінґ
- Еліза Зенс
- Аоба Фуджіно
- Маїка Хамано
- Кітаґава Хікару
- Кумаґай Сакі
- Танака Міна
- Танікава Момоко
- Макензі Баррі
- Кейт Тейлор
- Дженніфер Ечегіні
- Айтана Бонматі
- Маріона Кальдентей
- Атенея дель Кастільйо
- Дженніфер Ермосо
- Сальма Паралуело
- Ірен Паредес
- Корбін Елберт
- Лінн Вільямс

1 автогол
- Дуда Сампаю (проти Іспанії)
- Ірен Паредес (проти Бразилії)
- Нгамбо Мусоле (проти Австралії)

Джерело: IOC

## Підсумкове положення
Згідно зі статистичною домовленістю у футболі, матчі, доля яких вирішилася в додатковий час, зараховуються як перемоги та поразки, а тих, де пробивали післяматчеві пенальті, як нічиї.
| Поз | Команда       | І | В | Н | П | ГЗ | ГП | РГ  | О  | Фінал result              |
| --- | ------------- | - | - | - | - | -- | -- | --- | -- | ------------------------- |
| 1   | США           | 6 | 6 | 0 | 0 | 12 | 2  | +10 | 18 | Золота медаль             |
| 2   | Бразилія      | 6 | 3 | 0 | 3 | 7  | 7  | 0   | 9  | Срібна медаль             |
| 3   | Німеччина     | 6 | 3 | 1 | 2 | 9  | 6  | +3  | 10 | Бронзова медаль           |
| 4   | Іспанія       | 6 | 3 | 1 | 2 | 9  | 8  | +1  | 10 | 4-те місце                |
|     |               |   |   |   |   |    |    |     |    |                           |
| 5   | Японія        | 4 | 2 | 0 | 2 | 6  | 5  | +1  | 6  | Вибули у чвертьфіналах    |
| 6   | Франція (H)   | 4 | 2 | 0 | 2 | 6  | 6  | 0   | 6  | Вибули у чвертьфіналах    |
| 7   | Канада        | 4 | 3 | 1 | 0 | 5  | 2  | +3  | 4  | Вибули у чвертьфіналах    |
| 8   | Колумбія      | 4 | 1 | 1 | 2 | 6  | 6  | 0   | 4  | Вибули у чвертьфіналах    |
|     |               |   |   |   |   |    |    |     |    |                           |
| 9   | Австралія     | 3 | 1 | 0 | 2 | 7  | 10 | −3  | 3  | Вибули на груповому етапі |
| 10  | Нова Зеландія | 3 | 0 | 0 | 3 | 2  | 6  | −4  | 0  | Вибули на груповому етапі |
| 11  | Нігерія       | 3 | 0 | 0 | 3 | 1  | 5  | −4  | 0  | Вибули на груповому етапі |
| 12  | Замбія        | 3 | 0 | 0 | 3 | 6  | 13 | −7  | 0  | Вибули на груповому етапі |

1. ↑  27 липню Канаду оштрафували на 6 очок через залученість тренерського штату в скандал зі стеженням за допомогою дрона за офіційним тренувальним майданчиком[5]. 31 липня Спортивний арбітражний суд переглянув це рішення[6].